# Alina Gut
Alina Gut (Lublin, 10 de fevereiro de 1938) é uma política da Polónia.
Eleita para a Sejm em 25 de setembro de 2005 com 8455 votos em 6 no distrito de Lublin, candidato pelas listas do partido Samoobrona Rzeczpospolitej Polskiej.